# Chiesa di San Vittore (Bottanuco)
La chiesa di San Vittore è la parrocchiale di Bottanuco, in provincia e diocesi di Bergamo; fa parte del vicariato di Calepio-Telgate. La chiesa conserva le tele di Federico Ferrario, di Francesco Capella e di Enea Salmeggia.

## Storia
Una chiesa a Bottanuco intitolata a san Vittore era presente già dal XIII secolo.
Nella lista delle chiese bergamasche redatto nel 1260, chiese alle quali era imposto il censo da parte della chiesa romana, risulta che sul territorio di "Butanucho" vi era una chiesa dedicata a san Viatore, e dipendeva dalla pieve di Terno. Nuovamente citata nel “nota ecclesiarum” del 1360 voluto da Bernabò Visconti, elenco che doveva definire i benefici di tutte le chiese e monasteri allora presenti sul territorio di Bergamo per poterne imporre i dazi da versare ai Visconti di Milano e alla chiesa di Roma. Il documento cita la chiesa intitolata a  “Sancti Victoris” che godeva di cinque benefici.
Il 28 settembre 1575 la chiesa ricevette la visita pastorale di san Carlo Borromeo arcivescovo di Milano. Dalla relazione si deduce che la chiesa faceva parte della pieve di Terno d'isola. Vi era la scuola del Santissimo Sacramento che godeva del giuspatronato dell'altare maggiore. Aveva inoltre sussidiaria l'antica parrocchiale di San Giuliano, e le chiese campestri di San Michele e Santa Maria de Cerro.Dalla relazione della visita di san Gregorio Barbarigo si deduce che la chiesa godeva di un reddito e era retta da tre sacerdoti coadiuvati da un chierico.
Furono costruite le fondamenta della nuova chiesa, nel 1669, ampliata e completata da altari, decorazioni e dipinti nel 1702. La nuova chiesa fu consacrata nel 1740.
Nel 1666 la chiesa fu inserita nel Sommario delle chiese di Bergamo, elenco redatto dal cancelliere della curia vescovile Giovanni Giacomo Marenzi la chiesa è indicata con la doppia intitolazione di San “Vittore e San Giuliano”, con chiese sussidiarie e le diverse congregazioni che gestivano gli altari.
Nell'Ottocento la chiesa era inserita nella vicaria di Chignolo d'Isola indicata come parrocchia di Bottanuco e Cerro, retta da ben sei cappellani. Vi erano inoltre le chiese di san Giorgio Martire e Maria Vergine sussidiarie. Con decreto del 29 settembre 1907 la chiesa su smembrata da quella di Cerro che divenne parrocchia autonoma.
Con decreto del 27 maggio 1979 del vescovo Giulio Oggioni la chiesa fu inserita nel vicariato locale di Capriate-Chignolo-Terno.

## Descrizione
L'edificio di culto dal classico orientamento liturgico è preceduto dal sagrato con pavimentazione in sampietrini in porfido, e bipartita da un'alta cornice marcapiano. La sezione inferiore completa di lesene con zoccolatura e capitelli d'ordine corinzio in ceppo gentile presenta nella parte centrale il portale d'ingresso completo di paraste e timpano curvo spezzato dove vi è la statua di san Vittore a cavallo; lateralmente in due nicchie vi sono le statue di san Giuliano e san Giorgio. La facciata termina con il timpano a tutto sesto con contorno in ceppo gentile.
L'interno a pianta rettangolare a unica navata, in stile barocco si compone di tre cappelle per late leggermente sfondate. Gli altari e la volta sono ornati dai dipinti di Federico Ferrario, di Francesco Capella gli affreschi della volta e di Enea Salmeggia la Madonna del Rosario e di Francesco Capella Lavanda dei piedi e ultima Cena.
Il grande organo Serassi completa l'arredo della chiesa.